# Riedseltz
Riedseltz es una localidad y comuna francesa, situada en el departamento de Bajo Rin en la región de Alsacia.

## Demografía
| 923 | 930 | 975 | 1 019 | 1 029 | 1 061 |
| Para los censos de 1962 a 1999 la población legal corresponde a la población sin duplicidades (Fuente: INSEE [Consultar]) |     |     |       |       |       |

## Patrimonio
- Iglesia, con un órgano Stiehr